# 女の都 (映画)
『女の都』（おんなのみやこ、原題：イタリア語: La città delle donne, 「女性たちの都市」の意）は、1980年製作・公開、フェデリコ・フェリーニ監督のイタリア・フランス合作映画である。

## あらすじ
列車の中で乗り合わせた巨乳美女に目を奪われた主人公スナポラツは、列車の化粧室で彼女とことに至りかけるが、もう少しのところで逃げられてしまう。列車を降りた巨乳美女を追っていくと、森を抜けた先にあるホテルで開催されているフェミニストの大集会に紛れ込む。そこから彼は、怒れるフェミニストたちや男性のような体つきをした淫乱な掃除婦、パンク・ファッションの少女、セクシーな巨尻で巨乳美女ドナテッラ、それから恋人のエレナなど、次から次に現れる女たちに翻弄されていく・・・。

## キャスト
- マルチェロ・マストロヤンニ：スナポラツ
- アンナ・プリュクナル（フランス語版、ポーランド語版）：エレナ
- バーニス・ステガーズ（フランス語版）：列車の女
- ドナティラ・ダミアーニ：ドナテッラ
- エットレ・マンニ（イタリア語版）：カッツォーネ（イタリア語で巨根）

## 関連事項
- 1981年の日本公開映画